# Aspelta labri
Aspelta labri är en hjuldjursart som beskrevs av Harry K. Harring och Myers 1928. Aspelta labri ingår i släktet Aspelta och familjen Dicranophoridae. Inga underarter finns listade i Catalogue of Life.